# 城东镇 (博野县)
城东镇，是中华人民共和国河北省保定市博野县下辖的一个乡镇级行政单位。
2016年，河北省民政厅批复同意撤销城东乡，设立城东镇，镇人民政府驻城东村繁荣路51号。

## 行政区划
城东镇下辖以下地区：
城东村、大西章村、小西章村、东伯章村、里村、许村、十里铺村、八里庄村、小南祝村、岗子上村、于堤村、寺上村和南旺村。